# Politodorcadion politum
Politodorcadion politum là một loài bọ cánh cứng trong họ Cerambycidae.